# Maria von Aragon

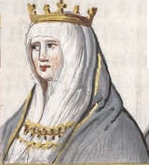
Maria von Aragon

Maria von Aragon (* 1396 oder 1403 in Kastilien; † 18. Februar 1445 in Villacastín, Kastilien) war eine Infantin von Aragon und als erste Gattin Johanns II. von 1420–45 Königin von Kastilien und León.

## Leben
Maria von Aragon war eine Tochter des Königs Ferdinand I. von Aragon, Sizilien und Sardinien und seiner Gattin Eleonore Urraca von Kastilien. 1418 wurde sie mit dem noch minderjährigen kastilischen König Johann II. verlobt, für den ihr Vater Ferdinand I. die Regentschaft geführt hatte. Die Hochzeit von Maria und Johann II. wurde am 4. August 1420 in Ávila in einem sehr bescheidenen Rahmen gefeiert. Die Brüder Marias, die Infanten von Aragon, förderten diese Eheverbindung und intervenierten auch aktiv in der kastilischen Politik.
Das Paar bekam einen Sohn und drei Töchter:
- Catalina (* 5. Oktober 1422; † 17. September 1424), Prinzessin von Asturien
- Leonor (* 10. September 1423; † 22. August 1425), Prinzessin von Asturien
- Heinrich IV. (* 5. Januar 1425; † 11. Dezember 1474), seit 1454 König von Kastilien und León
- María (* um 1428; † um 1429)

Maria beteiligte sich mit ihrem Sohn Heinrich an vergeblichen Komplotten, die den Sturz des mächtigen Favoriten ihres Gemahls, Álvaro de Luna, herbeiführen sollten. Danach begünstigte sie die Vermählung ihres Sohns mit ihrer Nichte Blanca. Sie starb im Februar 1445 zur gleichen Zeit wie ihre Schwester Eleonore von Aragonien; für beider Tod soll laut damals kursierenden Gerüchten Álvaro de Luna verantwortlich gewesen sein. Marias Leichnam wurde im königlichen Pantheon des Klosters von Guadalupe beigesetzt.